# La Tieule
La Tieule község Franciaország déli részén, Lozère megyében. 2010-ben 106 lakosa volt.

## Fekvése
La Tieule a Causse de Sauveterre karsztfennsík északnyugati szélén fekszik, 880 méteres (a községterület 660-1018 méteres) tengerszint feletti magasságban, La Canourgue-tól 17 km-re délnyugatra fekszik, Lozère és Aveyron megyék határán. Területe 24 (más forrás szerint 23,69) km².
Nyugatról Sévérac-le-Château és Campagnac (Aveyron), északról Canilhac és Saint-Saturnin, keletről La Canourgue, délről pedig Le Recoux és Saint-Georges-de-Lévéjac községekkel határos.
La Tieule-t a D67-es megyei út köti össze Le Recoux-val (6 km), valamint a Banassac – Sévérac-le-Château közötti N2009-es főúttal (3 km). Az A75-ös autópálya (mely a 880 méter magasan fekvő Fagette-hágónál hagyja el a megye területét) szintén keresztülhalad a község területén.
A községhez tartoznak La Fagette, Longviala, Malevialatte és Pertuzades települések.

## Története
La Tieule a történelmi Gévaudan tartomány Canilhaci báróságához tartozott. 1842-ben vált önálló községgé, korábban Banassachoz tartozott. Megalakuláskor még 348 lakosa volt, azóta az elvándorlás következtében lakossága nagy részét elveszítette, népessége 1962-ben süllyedt 100 fő alá.

### Demográfia
| Év   | Lakosság |
| ---- | -------- |
| 1841 | 348      |
| 1851 | 299      |
| 1876 | 160      |
| 1901 | 206      |
| 1936 | 144      |

| Év   | Lakosság |
| ---- | -------- |
| 1946 | 150      |
| 1954 | 112      |
| 1962 | 97       |
| 1968 | 72       |

| Év   | Lakosság |
| ---- | -------- |
| 1975 | 58       |
| 1982 | 49       |
| 1990 | 54       |
| 1999 | 68       |
| 2010 | 106      |

## Nevezetességei
- A Saint-Barthélémy-templom (Kép) 1818-ban épült egy 1654-ben épült kápolna helyén.[4] Berendezéséhez több 18. századi szobor[5] tartozik.
- A község területén négy 18. századi farm- és tanyaépület található:
  - La Tieule - 1789
  - La Fagette - 1756 (Kép)
  - Longviala - 1716 (Kép)
  - Pertuzade (Kép))
- A temetői vaskeresztet 1711-ben, az útmenti feszületet 1845-ben állították.
- A község területén számos dolmen található.
- Saint-Saturnin-barlang

## Lásd még
- Lozère megye községei